# 颱風天秤 (2012年)
| 太平洋颱風季             |
| 主題頁 - 專題 - 編輯指南 |

颱風天秤（英語：Typhoon Tembin，國際編號：1214，聯合颱風警報中心：WP152012，菲律賓大氣地球物理和天文服務管理局：Igme）為2012年太平洋颱風季第14個被命名的熱帶氣旋。「天秤」（テンビン）一名由日本提供，意為天秤星座。

## 發展過程
2012年8月17日，日本氣象廳把位於菲律賓以東的低壓區96W升級為熱帶低氣壓。
8月18日，日本氣象廳對其發出烈風警告（Gale Warning）。同日中央氣象台把它升級為熱帶低氣壓，香港天文台在下午4時15分亦把它升級為熱帶低氣壓。
8月19日凌晨2時，聯合颱風警報中心發佈熱帶氣旋形成警報。同日上午9時，日本氣象廳將其升為熱帶風暴，給予國際編號1214及命名為天秤，香港天文台亦在上午9時45分把天秤升為熱帶風暴。上午11時，聯合颱風警報中心把天秤升級為熱帶低氣壓，給予編號15W。香港天文台在當日晚上7時45分把天秤升為強烈熱帶風暴。
8月20日，天秤突然快速增強，凌晨2時中國氣象台把天秤升為強熱帶風暴，凌晨5時更升為颱風，同時日本氣象廳把天秤升為強烈熱帶風暴；香港天文台更在凌晨突然把天秤升為颱風，把天秤的接近中心最高持續風速由每小時90公里突然上調至每小時120公里，此等急劇上調比處理颱風韋森特時更明顯。早上8時，日本氣象廳把天秤升為颱風、台灣氣象局將其升為中度颱風，下午2時中國氣象局將其升為強颱風；香港天文台亦在下午4時15分把天秤升為強颱風，天秤開始向偏北移動，時速12公里。
8月22日早上7時，中國氣象局把天秤降為颱風。早上7時45分，香港天文台亦把天秤降級為颱風。
8月23日早上7時，中國氣象局將天秤重新升為強颱風。上午9時45分，香港天文台亦把天秤重新升為強颱風，以10分鐘平均風速而言，天秤接近中心最高持續風速為每小時155公里，風眼又再度出現。天秤改為採取偏西路徑，並加速移動（移動速度由緩慢改為每小時12公里），直指台灣而行。
8月24日凌晨1時前後，天秤的風眼在綠島和蘭嶼之間通過，蘭嶼錄得最大風速41.5米每秒，最大陣風68.4米每秒。根據天秤海上陸上颱風警報（第22報）內容表示，凌晨5時左右天秤於台灣屏東縣牡丹鄉附近登陸，並持續向西南偏西移動。天秤在上午7時半從屏東縣枋山鄉出海後，由於速度的減慢，中心滯留台灣海峽南部，而有可能與颱風布拉萬產生藤原效應而繞回巴士海峽後沿臺灣東部海面北上。上午9時，中國氣象局將天秤再次降為颱風；同時，日本氣象廳把天秤降級為強烈熱帶風暴。香港天文台在上午11時45分把天秤再度降為颱風。下午6時，台灣氣象局把天秤降為輕度颱風。
8月25日早上8時，中國氣象局把天秤降為強烈熱帶風暴，然而下午1時又再次升為颱風。天秤逐漸改向西南移動，並有減速跡象，移動速度減至每小時10公里。
8月26日凌晨2時，台灣氣象局再度把天秤升為中度颱風，天秤開始改向偏南緩慢移動。
8月27日，天秤改向東北偏東移動，並再度加速，移動速度增至每小時14公里。
8月28日，天秤進一步加速至移動速度每小時22公里，並橫越巴士海峽，在台灣恆春東南面海域近距離掠過。同日上午，聯合颱風警報中心將天秤降為熱帶風暴。上午11時30分，台灣氣象局將天秤降格為輕度颱風。香港天文台在晚上7時45分把天秤降級為強烈熱帶風暴。下午8時，中國氣象台把天秤降為強熱帶風暴。
8月29日，天秤改向東北偏北移動，並顯著加速至每小時34公里。下午5時，中國氣象局第三度把天秤升為颱風。晚上9時，中國氣象局再次把天秤降為強熱帶風暴。
8月30日上午9時，中國氣象局把天秤降為熱帶風暴。上午9時半左右，在大韓民國全羅南道寶城郡沿海登陸，登陸时中心附近最大風力有9级（每秒23米），中心最低氣壓為990百帕斯卡。其後，聯合颱風警報中心對天秤發出最後警報。香港天文台在上午11時45分把天秤降為熱帶風暴。同日下午，中央氣象台把天秤降為熱帶低氣壓；並於下午2時對其停止編號。同日下午，日本氣象廳把天秤降為熱帶風暴。晚上9時，日本氣象廳表示天秤已轉化為溫帶氣旋。
其後，於日本氣象廳所發佈的最佳路徑中，日本氣象廳把天秤的風速下調為80節，氣壓上調至950hPa。而中國氣象局在事後公佈的最佳路徑中，亦把天秤的接近中心最高持續風速輕微下調為每秒48米（每小時175公里）。

## 影響

### 菲律賓
當地發出之最高風暴信號：二號風暴信號

8月21日，達到最高強度後不久的颱風天秤

菲律賓大氣地球物理和天文管理局在2012年8月19日上午11時向伊莎貝拉省和卡加延省發出一號風暴信號，並預料會有每小時5至15毫升降雨，當時天秤正集結於卡加延省阿帕里（Aparri）東南偏東約280公里。其後繼續徘徊於前述海域，使呂宋西部有微雨，以至間中有暴雨，繼而引發泥石流及暴洪。直至8月20日下午1時，天秤開始遠離菲律賓，向北緩慢移動，當時集結於卡加延省阿帕里以東300公里海面。
8月21日上午5時取消伊莎貝拉省的一號風暴信號，同時向加拉鄢群島、巴布延群島和巴丹群島發出一號風暴信號。上午11時取消卡加延省的一號風暴信號，當時天秤正集結於巴士古東方310公里的海面上。下午5時只剩下巴丹群島仍維持一號風暴信號。
8月22日下午5時，隨著天秤逐漸靠近，巴丹群島提升至二號風暴信號。
8月23日上午11時，天秤風力增強，菲律賓氣象部門再次向加拉鄢群島、巴布延群島發出一號風暴信號。
8月25日上午11時，隨著天秤的減弱和遠離，菲律賓氣象部門取消所有風暴信號，並對天秤發出最後的熱帶氣旋警告。
8月27日日間，天秤再度從南海北部移向巴士海峽，菲律賓氣象部門向巴丹群島發出一號風暴信號。下午11時向加拉鄢群島、巴布延群島發出一號風暴信號，巴丹群島提升至二號風暴信號。
8月28日上午1時最接近巴丹群島，在省府巴士古的西北175公里掠過。上午11時取消加拉鄢群島、巴布延群島的風暴信號，巴丹群島改發一號風暴信號。下午5時取消所有風暴信號。下午11時發出最後的熱帶氣旋警告。

### 日本
8月20日日本氣象廳向沖繩南方海上發布海上颱風警報，8月24日下午天秤雖已離開該海域，但由於布拉萬開始接近，日本氣象廳仍維持該海域的海上颱風警報，8月28日布拉萬已遠離該海域，但由於天秤再度接近，日本氣象廳仍維持沖繩南方海上的海上颱風警報，並向東海南部發布海上颱風警報。
石垣島地方氣象台於8月28日日本時間上午9時30分至下午4時36分將與那國町、石垣市及竹富町的強風注意報提升為暴風警報，颱風天秤於8月28日日本時間下午4時在八重山地方與那國島附近掠過。
8月29日向濟州島西海上發出海上颱風警報，預料天秤會再次增強並移向濟州島附近海域後登陸南韓。

### 臺灣
當地發布之颱風警報：海上陸上颱風警報
| 氣象測站 | 持續風力                | 持續風力          | 持續風力   | 持續風力   | 陣風                      | 陣風              | 陣風       | 陣風       | 備註                                                                                   |
| 氣象測站 | 發生時間                | 風暴名稱          | 風速 (m/s) | 蒲福氏風級 | 發生時間                  | 風暴名稱          | 風速 (m/s) | 蒲福氏風級 | 備註                                                                                   |
| -------- | ----------------------- | ----------------- | ---------- | ---------- | ------------------------- | ----------------- | ---------- | ---------- | -------------------------------------------------------------------------------------- |
| 臺北     | 1962年8月               | 歐珀 (Opal)       | 33         | 12級       | 1962年8月                 | 歐珀 (Opal)       | 49.1       | 15級       |                                                                                        |
| 澎湖     | 1949年9月               | 尼利 (Nelly)      | 37         | 13級       | 1986年8月                 | 韋恩 (Wayne)      | 68         | >17級      |                                                                                        |
| 恆春     | 1953年8月               | 莉泰 (Rita)       | 36         | 12級       | 2016年9月                 | 莫蘭蒂 (Meranti)  | 52.2       | 16級       |                                                                                        |
| 臺中     | 1969年9月               | 艾爾西 (Elsie)    | 21.7       | 9級        | 1969年9月                 | 艾爾西 (Elsie)    | 39         | 13級       |                                                                                        |
| 臺南     | 1952年11月              | 貝絲 (Bess)       | 31         | 11級       | 1987年9月                 | 傑魯得 (Gerald)   | 45.6       | 14級       |                                                                                        |
| 臺東     | 1965年6月               | 黛納 (Dinah)      | 43         | 14級       | 2016年7月8日上午4時36分   | 尼伯特 (Nepartak) | 57.2       | 17級       | 自1901年建站以來最大陣風紀錄                                                           |
| 花蓮     | 2005年10月2日上午5時8分 | 龍王 (Longwang)   | 45.2       | 14級       | 2005年10月2日上午5時12分  | 龍王 (Longwang)   | 64.9       | >17級      | 自1948年有觀測紀錄以來最大持續風力及最大陣風                                           |
| 高雄     | 1962年10月              | 黛納 (Dinah)      | 35.3       | 12級       | 1977年7月24日             | 賽洛瑪 (Thelma)   | 53         | 16級       | 此測站為屬署高雄氣象站，並非代表全高雄的測站，因此高雄測站測得最大陣風仍為賽洛瑪颱風。 |
| 鞍部     | 1971年7月               | 娜定 (Nadine)     | 43         | 14級       | 2015年9月28日下午5時23分  | 杜鵑 (Dujuan)     | 54.5       | 16級       | 自1937年建站以來最大陣風紀錄                                                           |
| 竹子湖   | 1977年7月               | 薇拉 (Vera)       | 42         | 14級       | 1985年8月                 | 尼爾森 (Nelson)   | 66         | >17級      |                                                                                        |
| 阿里山   | 1952年11月              | 貝絲 (Bess)       | 27.5       | 9級        | 2006年7月25日上午0時31分  | 凱米 (Kaemi)      | 38.1       | 13級       |                                                                                        |
| 日月潭   | 1956年9月               | 黛納 (Dinah)      | 25         | 10級       | 1986年8月                 | 韋恩 (Wayne)      | 54         | 16級       |                                                                                        |
| 玉山     | 1971年7月               | 娜定 (Nadine)     | 40         | 13級       | 2006年7月25日上午1時15分  | 凱米 (Kaemi)      | 51.5       | 16級       |                                                                                        |
| 彭佳嶼   | 1966年9月               | 寇拉 (Cora)       | 62.7       | >17級      | 1966年9月                 | 寇拉 (Cora)       | 80         | >17級      |                                                                                        |
| 宜蘭     | 1962年8月               | 歐珀 (Opal)       | 50.7       | 15級       | 1962年8月                 | 歐珀 (Opal)       | 66         | >17級      |                                                                                        |
| 新竹     | 1961年9月               | 波密拉 (Pamela)   | 33.4       | 12級       | 1961年9月                 | 波密拉 (Pamela)   | 42.7       | 14級       | 1991年遷至竹北現址                                                                     |
| 大武     | 1962年10月              | 黛納 (Dinah)      | 31.3       | 11級       | 2012年8月24日上午4時19分  | 天秤 (Tembin)     | 59.1       | 17級       |                                                                                        |
| 成功     | 2000年8月22下午10時47分 | 碧利斯 (Bilis)    | 52.3       | 16級       | 2000年8月22日下午10時41分 | 碧利斯 (Bilis)    | 78.4       | >17級      |                                                                                        |
| 蘭嶼     | 1961年5月               | 貝蒂 (Betty)      | 74.7       | >17級      | 2023年10月                | 小犬 (Koinu)      | 95.2       | >17級      |                                                                                        |
| 淡水     | 1961年9月               | 波密拉 (Pamela)   | 36.7       | 12級       | 1971年7月                 | 娜定 (Nadine)     | 46.9       | 15級       |                                                                                        |
| 基隆     | 1959年8月               | 瓊安 (Joan)       | 43         | 14級       | 1971年9月                 | 貝絲 (Bess)       | 67         | >17級      |                                                                                        |
| 東吉島   | 1986年8月               | 韋恩 (Wayne)      | 49.1       | 15級       | 1987年9月                 | 傑魯得 (Gerald)   | 70         | >17級      | 1962年建站                                                                             |
| 嘉義     | 1986年8月               | 韋恩 (Wayne)      | 27.5       | 10級       | 1986年8月                 | 韋恩 (Wayne)      | 42.7       | 14級       | 1968年建站                                                                             |
| 梧棲     | 1986年9月               | 艾貝 (Abby)       | 33         | 12級       | 2016年9月27日             | 梅姬 (Megi)       | 57.2       | 17級       | 1976年建站                                                                             |
| 蘇澳     | 1994年9月               | 葛拉絲 (Gladys)   | 40.2       | 13級       | 1994年9月                 | 葛拉絲 (Gladys)   | 68.6       | >17級      | 1981年建站                                                                             |
| 板橋     | 2015年8月8日上午3時23分 | 蘇迪勒 (Soudelor) | 19         | 8級        | 2015年8月8日上午3時19分   | 蘇迪勒 (Soudelor) | 36.7       | 12級       | 2002年建站                                                                             |
| 馬祖     | 2005年9月1日上午10時9分 | 泰利 (Talim)      | 24         | 9級        | 2015年8月8日下午2時16分   | 蘇迪勒 (Soudelor) | 48.9       | 15級       | 2003年建站                                                                             |
| 金門     | 2016年9月15日凌晨3時4分 | 莫蘭蒂 (Meranti)  | 42.2       | 14級       | 2016年9月15日凌晨2時57分  | 莫蘭蒂 (Meranti)  | 61.7       | >17級      | 2004年建站                                                                             |
| 新屋     | 2015年8月8日上午5時6分  | 蘇迪勒 (Soudelor) | 29.7       | 11級       | 2015年8月8日上午5時3分    | 蘇迪勒 (Soudelor) | 47         | 15級       | 2013年建站                                                                             |
| 田中     | 2024年7月25日下午6時分  | 凱米 (Gaemi)      | 9.6        | 5級        | 2024年7月25日下午6時26分  | 凱米 (Gaemi)      | 23.7       | 9級        | 2020年建站                                                                             |
| 新北     | 2023年8月4日上午1時分   | 康芮(Kong-rey)    | 13.3       | 6級        | 2023年8月4日上午1時48分   | 康芮(Kong-rey)    | 34.7       | 12級       | 2023年建站                                                                             |

| 彭佳嶼 · 21.7 m/s板橋 · －鞍部 · 10.5 m/s竹子湖 · 6.9 m/s淡水 · 5.9 m/s基隆 · 7.5 m/s臺北 · 9.4 m/s新屋 · －新竹 · 7.8 m/s宜蘭 · 9.1 m/s蘇澳 · 9.8 m/s花蓮 · 12.9 m/s成功（新港） · 18.1 m/s臺東 · 15.3 m/s大武 · 25.2 m/s蘭嶼 · 41.5 m/s臺中 · 4.9 m/s梧棲 · 13.4 m/s日月潭 · 9.1 m/s阿里山 · 6.5 m/s嘉義 · 7.4 m/s玉山 · 21.9 m/s臺南 · 10.4 m/s高雄 · 11 m/s恆春 · 20.5 m/s澎湖 · 11.3 m/s東吉島 · 19.3 m/s金門 · 8.5 m/s馬祖 · 7.7 m/s 中華民國交通部中央氣象署署屬氣象測站測得最大持續風力。圖例： · 無數據 · 測得5級風或以下 · 測得6至7級風 · 測得8至9級風 · 測得10至11級風 · 測得12至15級風 | 彭佳嶼 · 27.1 m/s板橋 · －鞍部 · 22.4 m/s竹子湖 · 16.2 m/s淡水 · 16 m/s基隆 · 14.3 m/s臺北 · 19.8 m/s新屋 · －新竹 · 21.7 m/s宜蘭 · 13.2 m/s蘇澳 · 17.1 m/s花蓮 · 23.2 m/s成功（新港） · 33.4 m/s臺東 · 33.9 m/s大武 · 59.1 m/s蘭嶼 · 68.1 m/s臺中 · 14.2 m/s梧棲 · 25.6 m/s日月潭 · 19.3 m/s阿里山 · 18.8 m/s嘉義 · 10.8 m/s玉山 · 37.5 m/s臺南 · 18.8 m/s高雄 · 21.9 m/s恆春 · 41.1 m/s澎湖 · 22.9 m/s東吉島 · 25.7 m/s金門 · 19.8 m/s馬祖 · 21.5 m/s 中華民國交通部中央氣象署署屬氣象測站測得最大陣風。圖例： · 無數據 · 測得6至7級風 · 測得8至9級風 · 測得10至11級風 · 測得12至15級風 · 測得16級風或以上 · 備註：大武氣象站測得自1949年以來最大陣風紀錄 |

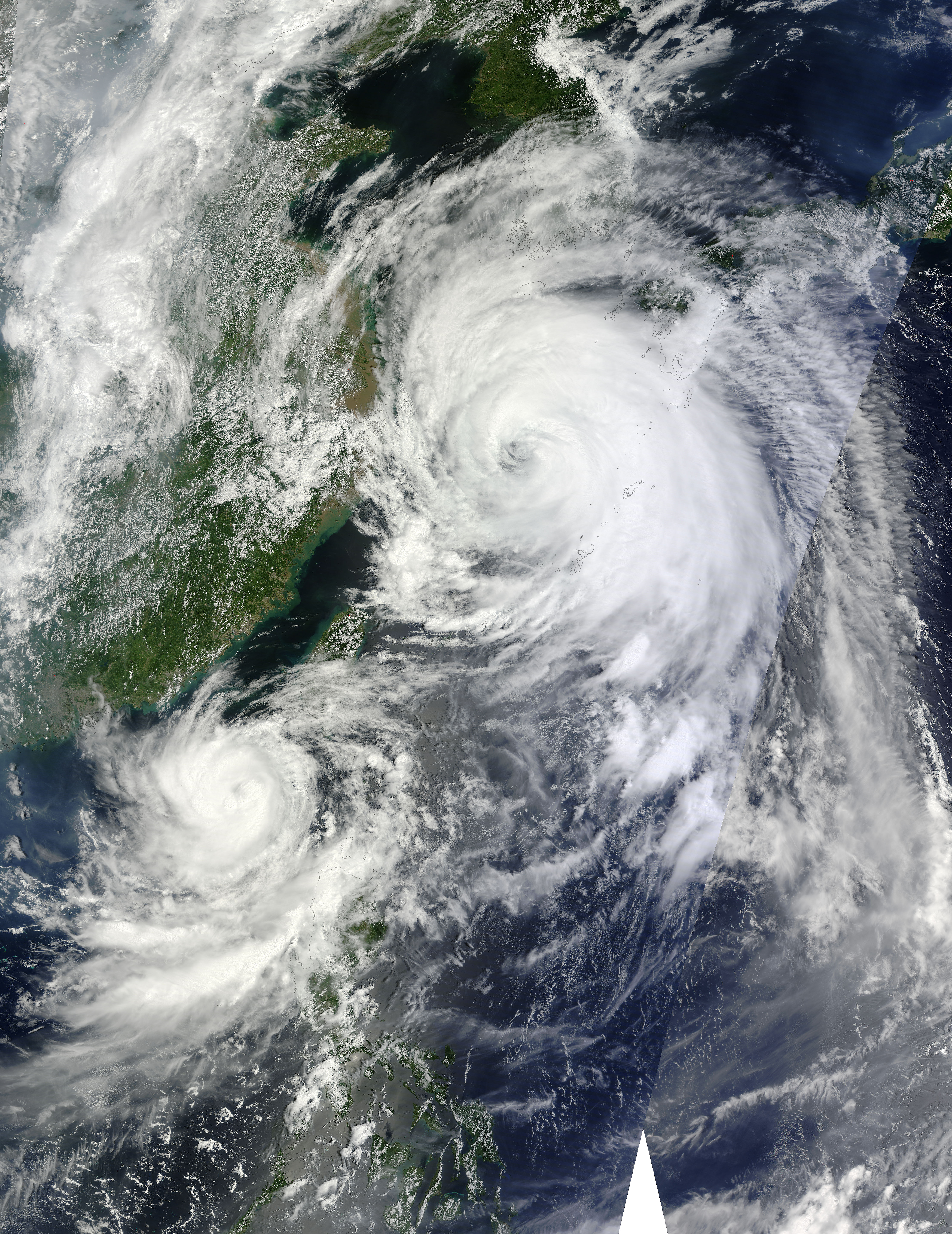
8月27日，颱風布拉萬（上）與天秤（下）之間發生了藤原效應

- 中央氣象局於8月21日下午2時30分發布海上颱風警報。
- 中央氣象局於8月22日上午5時30分發布陸上颱風警報[19]。

迎向暴風範圍的花蓮縣、台東縣及高雄市那瑪夏區23日下午停班停課，宜蘭縣於晚間停班停課。24日則有花蓮縣、台東縣、屏東縣等地停班停課。由8月22日0時至8月24日11時，局部地區錄得超大豪雨，其中屏東縣恆春鎮累積雨量最大505毫米，時雨量更錄得168毫米。蘭嶼和大武錄得取大陣風17級（56公尺/秒以上）。恆春半島水淹。
中央氣象局於8月25日上午8時30分解除陸上颱風警報，並於同日下午2時30分解除海上颱風警報。不過因預測路徑可能回頭影響台灣，氣象局表示不排除於26日再度發布海上颱風警報。
中央氣象局於8月26日上午11時30分再次發布海上颱風警報，並在8月27日凌晨2時半再次發布陸上颱風警報。
中央氣象局於8月28日下午8時30分解除陸上颱風警報，並於同日下午11時30分解除海上颱風警報。中央氣象局總共對此颱風發出54次颱風警報，為紀錄上的第二多，僅次於颱風納莉的64報。（此指改制為每3小時發佈一報之後的紀錄）
颱風路徑兩度經過台灣東南部海域，對綠島、蘭嶼兩離島造成重創。24日颱風中心最接近綠島，因移動速度緩慢，使得風災災情加劇，造成綠島停電，全島三分之一民居受損。28日，颱風中心回頭經過蘭嶼，使蘭嶼島上受災慘重，農會超市全毀，海浪夾帶礁石打上海岸，加上土石崩塌，環島公路多處中斷；椰油村開元港因許多漁船沉沒而停擺，蘭嶼機場也因跑道地基掏空而關閉。水電中斷，物資無法運補，島上唯一加油站亦受損，影響居民日常生活。
由於其路徑詭譎，因此也被台灣的中央氣象局與1986年的颱風韋恩、1991年的颱風耐特、2001年的颱風納莉、並列為台灣「侵台四大怪颱」之一。

### 中國大陸
當地發佈之最高颱風預警信號： 颱風黃色預警信號
2012年8月21日下午6時中央氣象台發布颱風藍色預警。
8月26日下午6時，中央气象台发布台风黄色预警。
8月29日上午6時，中央气象台改發颱風藍色預警。
8月30日上午10時，中央氣象台解除颱風藍色預警。

#### 福建
當地發佈之最高颱風預警信號： 颱風黃色預警信號
2012年8月22日下午4時福建省氣象台發布颱風藍色預警。8月23日下午3時35分福建省氣象台變更發布颱風黃色預警。

#### 廣東
當地發佈之最高颱風預警信號： 颱風黃色預警信號
- 8月25日下午8時15分廣東省氣象台改發颱風黃色預警。[27]
- 8月28日上午8時30分廣東省氣象台解除颱風黃色預警。[28]

### 香港
當地發出之最高熱帶氣旋警告信號： 一號戒備信號
雖然天秤尚未直接影響香港，但香港天文台在8月23日的「七天天氣預報」表示，會視乎天秤進入台灣海峽後之強度及速度，以及影響香港的程度考慮是否需要發出熱帶氣旋警告信號。除此之外，香港天文台曾多次強調天秤的未來路徑或會受它與另一個颱風布拉萬之間的藤原效應影響而改變，所以天秤對香港天氣的影響存在很大的變數。香港受天秤下沉氣流影響，天氣酷熱，天文台在早上7時55分發出酷熱天氣警告。
天秤在8月24日午夜左右進入距離香港800公里範圍。香港天文台再於當日的「七天天氣預報」表示，天秤與布拉萬的相互影響漸轉明顯，會視乎天秤的強度及速度，在當晚或25日早上考慮是否需要發出一號熱帶氣旋警告信號。但天文台並沒有如以往般發出「特別天氣提示」。天文台在晚上10時40分發出一號戒備信號，當時天秤集結在香港以東約530公里。香港受天秤下沉氣流影響，天氣持續酷熱，廣泛地區的最高氣溫在攝氏33度或以上，酷熱天氣警告維持生效。
8月25日，天秤以時速10公里向西移動，逐漸接近香港，但在傍晚開始逐漸改向西南移動。香港繼續受天秤下沉氣流影響，天氣仍然酷熱，全港氣溫升至攝氏33度或以上，酷熱天氣警告在當天亦繼續生效。
天秤於8月26日凌晨1時最接近香港，並在香港之東南偏東約290公里掠過。早上天秤緩慢向南移動，開始遠離。天文台在早上7時45分表示「未來數小時考慮取消所有熱帶氣旋警告信號」；但由於天秤突然又重新增強，天文台要延後取消所有熱帶氣旋警告信號的時間。天文台於下午4時40分取消所有熱帶氣旋警告信號，當時天秤集結在香港之東南偏東約330公里。當日香港持續受天秤下沉氣流影響，天氣仍然酷熱，天文台繼續維持發出酷熱天氣警告。天文台在下午5時15分發出「特別天氣提示」：「由於海面仍然有湧浪，市民應該遠離岸邊及停止所有水上活動。」
天秤外圍環流影響香港期間，海面有湧浪，兩人在西貢被大浪捲走，造成1死1傷。
雖然2012年是連續第2年出現拉尼娜現象，而在拉尼娜現象影響下，8月至10月吹襲香港的熱帶氣旋一般較多；但是該年香港的風季反而由天秤收結，導致該年成為香港繼2004年後，首個沒有熱帶氣旋於9月吹襲香港的風季（9月是風暴襲港的最高峰月份），更是香港史上首次於拉尼娜現象期間，9月沒有熱帶氣旋襲港。該年風季以天秤作結，亦標誌著此年是1992年後，香港最早結束的風季之一（1992年風季於當年8月17日熱帶氣旋馬克遠離時結束）。

#### 讀音問題
香港天文台的電視廣播把粵語名稱「秤」讀作「平均」的「平」，跟隨大眾通常將星座「天秤座」的「秤」讀成「平」的習慣，而非對稱的「稱」，引起中港台三地部分人士爭議。後來香港電視台引述香港天文台的回應，天文台曾就該颱風的粵語讀音徵詢公務員事務局轄下法定語文事務部的意見，為避免和建築地盤的塔式起重機（即天秤，坊間統一讀成「天稱」）混淆，加上日本氣象廳提供此名時，以星座天秤座てんびん（Tembin）為其意義，故採用描述星座的讀音，讀作天「平」。 而日語中的天秤座中的「秤」為日語漢字，意指一種古代已經開始廣泛使用的度量衡工具天秤（或平），而非另一種度量衡工具秤砣的「秤」。而根據香港中文大學粵語審音配詞字庫，天秤的「秤」確實應讀作「平」（ping4），而秤砣的「秤」或單字秤則讀作對稱的「稱」（cing3）。
可是，「天秤座」這個天文學名詞是中國天文學會名詞譯名委員會當年參考日文漢字「平秤座」而來，是指希臘神話中，正義女神阿絲特莉亞（Astraea）用天平這個工具去「秤」（衡量）善惡的故事，故此採用「天秤」的故事而非用「天平」這種量重工具作為中文決定譯名，因此「秤」字不能讀做「平」音。後來日文漢字亦將「平秤座」稱為「天秤座」，最後更變化為「てんびん座」。香港天文台、公務員事務局法定語文事務部、香港中文大學粵語審音配詞字庫將「秤」字讀錯做「平」音的原因，是他們根本不知道「天秤座」這個名詞的譯名來源，中國天文學會名詞譯名委員會及教育部當時為什麼決定採用「天秤座」而不用「天平座」或者當時日文漢字「平秤座」。中文決定名「天秤座」及參考日文漢字「平秤座」的「秤」字讀音並不是參照後期變更的日文發音 bin 而將「平秤座」讀成為「平平座」或者將「天秤座」讀成「天平座」。中文（包括粵語）天文學名詞從來不跟從日文漢字發音，只參考其中的意義。
在隋朝（公元581年-619年）的佛教典籍《大乘大方等日藏經》，按照西方神話故事將現今的天秤座譯為「秤量」之神。亦顯示中國最早翻譯這個星座名稱時「秤」字是讀「稱」音而非「平」音。

### 澳門
當地懸掛之最高熱帶氣旋信號： 一號風球
澳門地球物理暨氣象局表示，按預測路徑，預計在8月24日晚上10時前後懸掛一號風球。一號風球在當日晚上10時半懸掛。
8月27日上午10時，天秤集結在澳門東南偏東約520公里，以時速15公里向東移動，氣象局考慮在8月27日下午除下所有風球。下午4時，天秤集結在澳門東南偏東約580公里處，以時速15公里向東北偏東移動，並考慮在8月27日下午6時前後除下所有風球。最終於8月27日下午6時15分除下所有風球。

#### 雨量
| 氣象站         | 信號懸掛期間總雨量(毫米) |
| -------------- | ------------------------ |
| 大潭山         | 0.8                      |
| 友誼大穚(北)   |                          |
| 友誼大穚(南)   |                          |
| 西灣大橋       |                          |
| 大砲台山       | 5.2                      |
| 孫逸仙紀念公園 | 5.0                      |
| 路環分站       | 11.9                     |
| 九澳           | 0.0                      |
| 海事博物館     | 3.6                      |

### 大韓民國

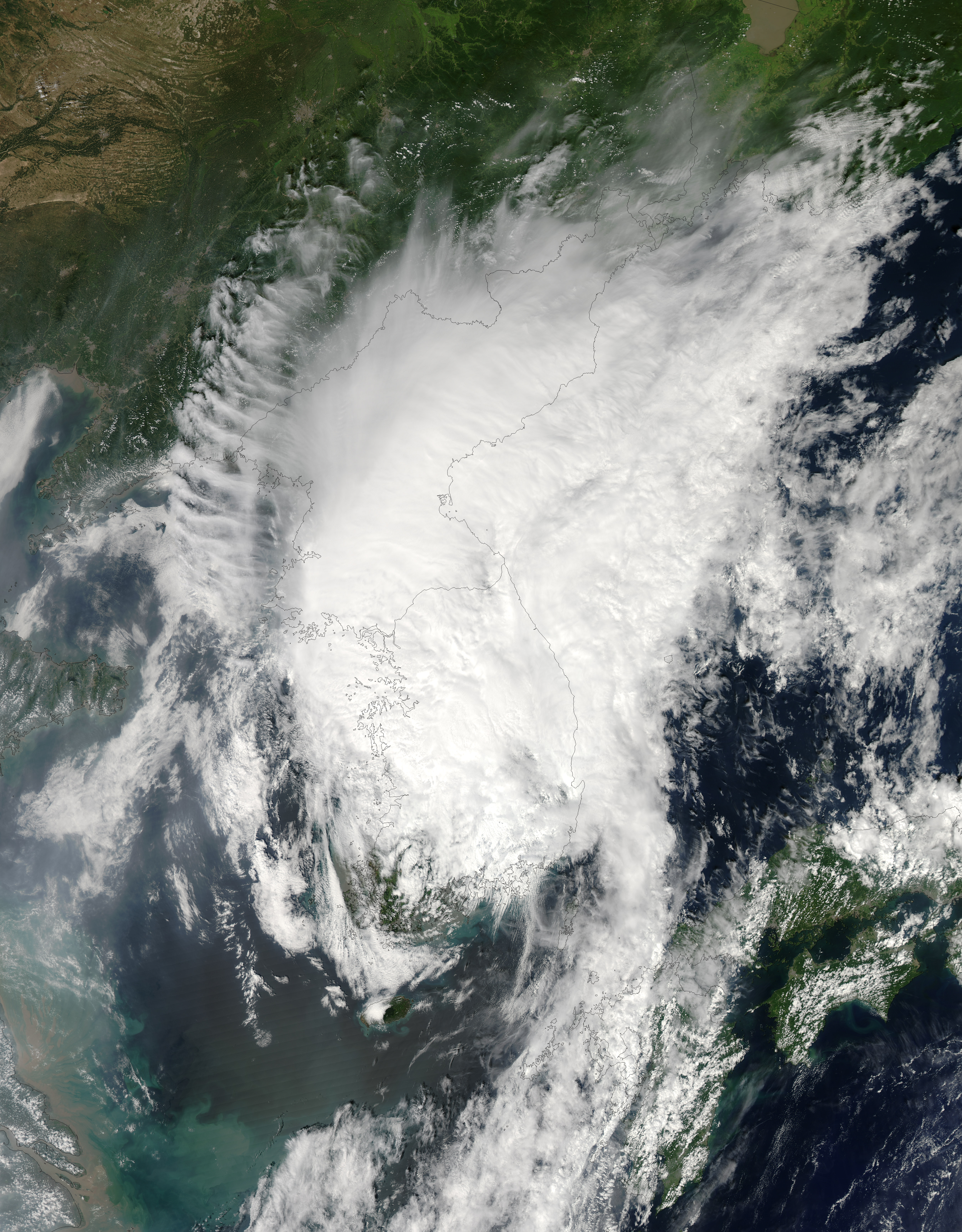
熱帶風暴天秤在8月30日橫過南韓

繼早前被颱風布拉萬吹襲後，已減弱為強烈熱帶風暴的天秤為南韓帶來更多的暴雨，有些地區的降雨量更高達150毫米（5.9英寸），令數個山坡發生山泥傾洩。
在忠清南道天安市有一人死於山泥傾瀉，之後在全羅南道靈岩郡再有一人因被強風吹倒的大鐵閘壓死。

## 熱帶氣旋警告使用紀錄

### 菲律賓
| 菲律賓大氣地球物理和天文服務管理局 風暴信號 | 菲律賓大氣地球物理和天文服務管理局 風暴信號 | 菲律賓大氣地球物理和天文服務管理局 風暴信號 |
| ------------------------------------------- | ------------------------------------------- | ------------------------------------------- |
| 上一熱帶氣旋                                | 一號風暴信號                                | 下一熱帶氣旋                                |
| 熱帶風暴啟德                                | 一號風暴信號                                | 颱風杰拉華                                  |
| 熱帶風暴啟德                                | 二號風暴信號                                | 颱風杰拉華                                  |

### 臺灣
| 交通部中央氣象局 颱風警報 | 交通部中央氣象局 颱風警報 | 交通部中央氣象局 颱風警報 |
| ------------------------- | ------------------------- | ------------------------- |
| 上一熱帶氣旋              | 海上颱風警報              | 下一熱帶氣旋              |
| 輕度颱風啟德              | 海上颱風警報              | 強烈颱風杰拉華            |
|                           | 陸上颱風警報              |                           |

### 中國大陸
| 国家气象中心 颱風預警信號 | 国家气象中心 颱風預警信號 | 国家气象中心 颱風預警信號 |
| ------------------------- | ------------------------- | ------------------------- |
| 上一熱帶氣旋              | 颱風藍色預警信號          | 下一熱帶氣旋              |
| 颱風啟德                  | 颱風藍色預警信號          | 颱風山神                  |
| 台风启德                  | 颱風黃色預警信號          | 颱風山神                  |

### 澳門
| 地球物理暨氣象局 熱帶氣旋信號 | 地球物理暨氣象局 熱帶氣旋信號 | 地球物理暨氣象局 熱帶氣旋信號 |
| ----------------------------- | ----------------------------- | ----------------------------- |
| 上一熱帶氣旋                  | 一號風球                      | 下一熱帶氣旋                  |
| 颱風啟德                      | 一號風球                      | 熱帶風暴貝碧嘉                |

### 香港
| 香港天文台 熱帶氣旋警告信號 | 香港天文台 熱帶氣旋警告信號 | 香港天文台 熱帶氣旋警告信號 |
| --------------------------- | --------------------------- | --------------------------- |
| 上一熱帶氣旋                | 一號戒備信號                | 下一熱帶氣旋                |
| 颱風啟德                    | 一號戒備信號                | 熱帶風暴貝碧嘉              |

## 外部連結
- （英文）聯合颱風警報中心首頁 （页面存档备份，存于）
- （繁體中文）中央氣象局首頁 （页面存档备份，存于）
- （日語）日本氣象廳首頁 （页面存档备份，存于）
- （繁體中文）香港天文台首頁 （页面存档备份，存于）
- （繁體中文）澳門地球物理暨氣象局首頁 （页面存档备份，存于）